# Hachas monedas

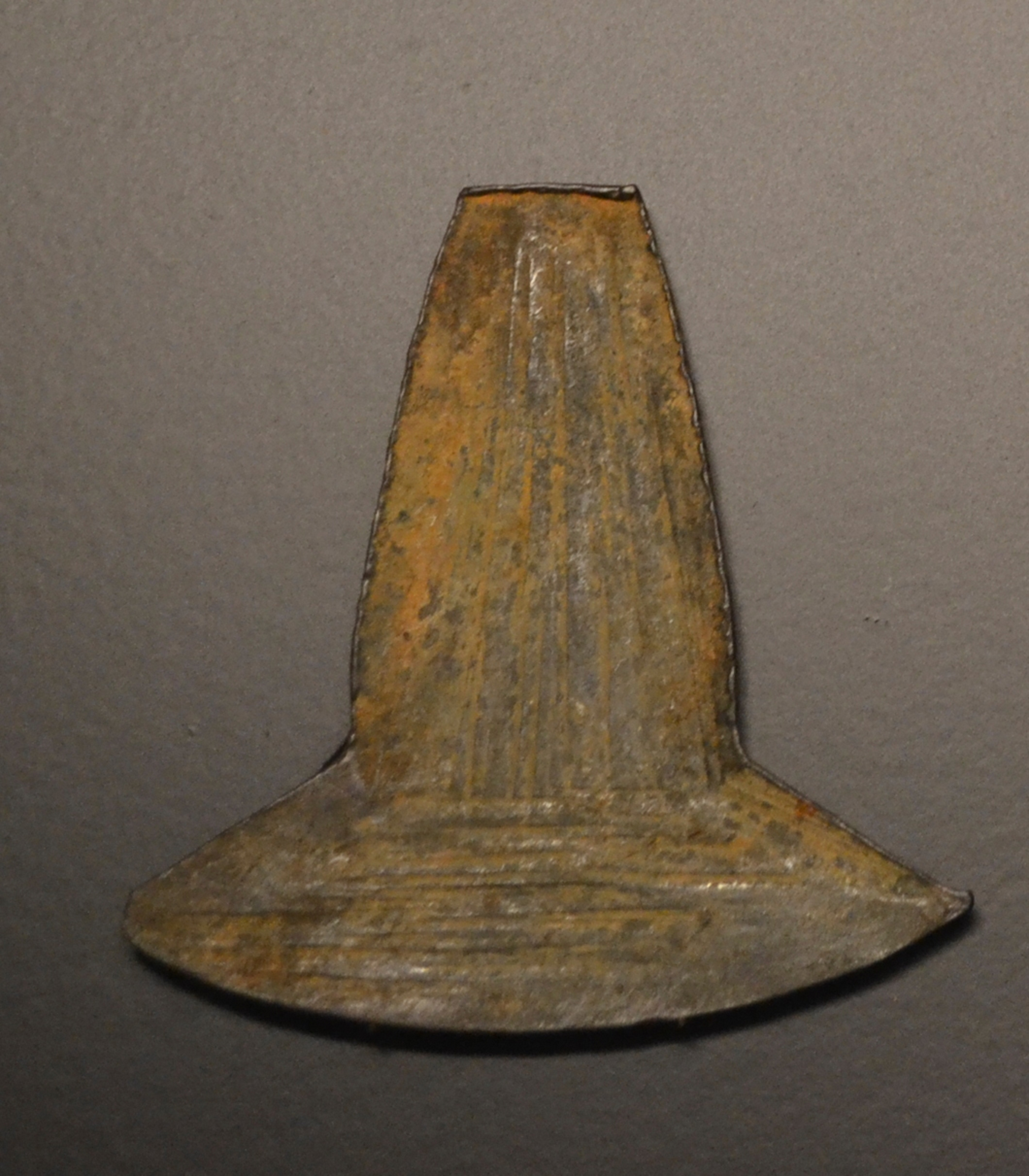
Hacha moneda de Ecuador

Las monedas hachas se refiere a los artefactos de bronce encontrados tanto en las costas de Ecuador y en Mesoamérica. Basado en análisis etnohistóricos, arqueológicos, químicos y metalúrgicos, los estudiosos Hosler, Lechtman y Holm han abogado por su uso en ambas regiones (que están separadas por miles de millas) a través del comercio. Más específicamente, se argumenta que el sistema de dinero surgió por primera vez en la costa de Ecuador y norte de Perú a principios del segundo milenio a. C. En ambas regiones, el bronce fue fundido, probablemente por unidades familiares, y martillado en formas delgadas, en forma de hacha y agrupadas en múltiplos de cinco, generalmente veinte. Como a menudo se encuentran en entierros, es probable que, además de su supuesto uso económico, también tengan un valor ceremonial.

## Tradiciones metalúrgicas
Se han sugerido vínculos prehistóricos entre los Andes y Mesoamérica en varias ocasiones. Los primeros estilos de cerámica ecuatoriana y mesoamericana muestran algunas similitudes, tanto en técnica como en motivos. Del mismo modo, se han señalado similitudes en los primeros estilos de entierro (las llamadas "tolas") presentes en Ecuador y el oeste de Mesoamérica. Incluso se ha sugerido que los orígenes del pueblo purépecha en Michoacán se encuentran en América del Sur. Sin embargo, ninguna de estas propuestas es ampliamente aceptada por especialistas. Más ampliamente aceptada es la influencia de la metalurgia sudamericana en Mesoamérica.
La metalurgia sudamericana se puede dividir en dos tradiciones: una en las costas de Ecuador, Bolivia y en Perú, que utilizaban cobre, estaño, plata, oro y arsénico en diversas aleaciones con una variedad de usos; y un segundo en Colombia y el sur de América Central, el llamado Área Intermedia, que dependía del oro y el cobre con fines artísticos en lugar de utilitarios. La tradición metalúrgica del oeste de Mesoamérica, aunque geográficamente más cerca de la Zona Intermedia, está mucho más cerca en forma y función de la tradición de Ecuador. La forma y el método de crear anillos metálicos entrelazados es idéntico en las dos tradiciones, e incluso su contexto arqueológico (colocado alrededor del cráneo en entierros) es notablemente similar. Anzuelos, agujas y pinzas, también aparecen en ambas tradiciones. Sin embargo, la tradición de fundición a la cera del Área Intermedia, que se extendió a otras partes de Mesoamérica, también demostró ser influyente en el contexto occidental mesoamericano, como en la creación de campanas de aleación de cobre y oro.

## Comercio Ecuador-México
Se sabe a través de las primeras cuentas españolas que los ecuatorianos nativos usaban botes de balsa equipadas con velas para viajar a lo largo de la costa andina del norte para comerciar. De hecho, se dice que el primer rey de Lambayeque, donde se sabe que se han fabricado dineros del hacha, en relatos etnohistóricos llegó a la ciudad en balsa. La Cultura Manteño de Ecuador en particular son buenos candidatos para el origen de muchos de estos comerciantes. Además, existe evidencia arqueológica sólida para el comercio de conchas Spondylus, que se pueden reunir entre el Golfo de Guayaquil en Ecuador y el Golfo de México, en las tierras altas de los Andes durante la cultura Chavín. Además, relatos contemporáneos del río Balsas en el oeste de México informan que los padres y abuelos de los hombres locales habían comerciado con comerciantes en canoa, que a veces pasaban hasta medio año en el área. Sin embargo, todavía no hay evidencia arqueológica firme de la presencia de ecuatorianos en México o viceversa.
Este sistema de comercio era, por lo tanto, antiguo; Dewan y Hosler sugieren que estos comerciantes operaban a lo largo de la costa andina desde Colombia en el norte hasta Chile en el sur desde el año 100 a. C. Utilizando modelos matemáticos, demuestran que es hipotéticamente posible que las balsas naveguen no solo a lo largo de las rutas costeras, sino también en el océano abierto entre Ecuador y Michoacán. Una propuesta anterior para la ruta de Coe sugiere una ruta más costera para el comercio.
Hosler sugiere que los comerciantes de América del Sur introdujeron técnicas metalúrgicas en el oeste de México en dos oleadas. Primero entre 800 a. C. y 1250 d. C., y el segundo entre 1250 d. C. y la conquista española. Fue durante el segundo período que se encontraron fondos de hacha en el oeste de México, aunque las formas antecedentes se encuentran en contextos que datan del año 800 DC en Ecuador. Sin embargo, si bien ambas tradiciones sudamericanas influyeron en el oeste de México, surgieron rasgos y estilos idiomáticos en la región, surgiendo de las tradiciones importadas.